# Apanteles indicus
Apanteles indicus är en stekelart som beskrevs av Bhatnagar 1948. Apanteles indicus ingår i släktet Apanteles och familjen bracksteklar. Inga underarter finns listade i Catalogue of Life.